# دوري الدرجة الأولى السعودي 1998–99
دوري الدرجة الأولى السعودي 1998-1999، هو النسخة رقم 23 في تاريخ دوري الدرجة الأولى السعودي، تأهل نادي سدوس ونادي الرائد إلى دوري المحترفين السعودي بعد حصولهما 37 نُقطة 36 نقطة على الترتيب، وهبطا نادي الروضة ونادي النهضة بعد حصولهما على 14 نُقطة، فيما حصل نادي النهضة على 10 نقاط إلى دوري الدرجة الثانية السعودي.

## الأندية المشاركة
| النادي        | الموقع          | الملعب                                   |
| ------------- | --------------- | ---------------------------------------- |
| نادي النهضة   | /               | ملعب الأمير محمد بن فهد                  |
| نادي الروضة   | منطقة الإحساء   | ملعب منطقة الإحساء                       |
| نادي التعاون  | القصيم          | مدينة الملك عبد الله الرياضية            |
| نادي القادسية | /               | مدينة الأمير سعود بن جلوي الرياضية       |
| نادي أحد      | المدينة المنورة | مدينة الأمير محمد بن عبد العزيز الرياضية |
| نادي الخليج   | سيهات           | ملعب نادي الخليج                         |
| نادي نجران    | نجران           | ملعب جامعة نجران                         |
| نادي الشعلة   | السيح           | ملعب نادي الشعلة                         |
| نادي الرائد   | بريدة           | مدينة الملك عبدالله الرياضية             |
| نادي سدوس     | الرياض          | ملعب الصائغ                              |

## إحصائيات الدوري
| #     | النادي        | المباريات | المباريات | المباريات | المباريات | الأهداف | الأهداف | الأهداف | نقاط | التأهل أو الهبوط                    |
| #     | النادي        | لعب       | فاز       | تعادل     | خسر       | له      | عليه    | فرق +/- | نقاط | التأهل أو الهبوط                    |
| ----- | ------------- | --------- | --------- | --------- | --------- | ------- | ------- | ------- | ---- | ----------------------------------- |
| ⏫ 1  | نادي سدوس     | 18        | 11        | 4         | 3         | 32      | 16      | 16+     | 37   | تأهل إلى دوري المحترفين السعودي     |
| ⏫ 2  | نادي الرائد   | 18        | 10        | 6         | 2         | 34      | 20      | 14+     | 36   | تأهل إلى دوري المحترفين السعودي     |
| 3     | نادي الشعلة   | 18        | 9         | 3         | 6         | 26      | 23      | 3+      | 30   |                                     |
| 4     | نادي نجران    | 18        | 6         | 7         | 5         | 21      | 19      | 2+      | 25   |                                     |
| 5     | نادي الخليج   | 18        | 7         | 6         | 8         | 24      | 21      | 3+      | 24   |                                     |
| 6     | نادي أحد      | 18        | 6         | 6         | 6         | 26      | 24      | 2+      | 24   |                                     |
| 7     | نادي القادسية | 18        | 5         | 7         | 6         | 15      | 20      | 5-      | 22   |                                     |
| 8     | نادي التعاون  | 18        | 5         | 6         | 7         | 19      | 24      | 5-      | 21   |                                     |
| ⏬ 9  | نادي الروضة   | 18        | 2         | 8         | 8         | 24      | 35      | 11-     | 14   | هبط إلى دوري الدرجة الثانية السعودي |
| ⏬ 10 | نادي النهضة   | 18        | 2         | 4         | 12        | 14      | 33      | 19-     | 10   | هبط إلى دوري الدرجة الثانية السعودي |